# Filobus (album)
Filobus è un album del 1978 di Mario Lavezzi.

## Tracce
1. Io amo te – 3:17
2. Valigia a rotelle – 2:31
3. Amico giorno – 4:45
4. Viva – 3:24
5. Mi sento macchina – 3:28
6. Kitty – 3:50
7. Un pagliaccio in più – 3:17
8. Malinconia – 3:52
9. Ricominciare – 3:04
10. Filobus – 4:02

## Formazione
- Mario Lavezzi – voce, chitarra
- Stefano Pulga – sintetizzatore, pianoforte
- Gianni Dall'Aglio – batteria
- Julius Farmer – basso
- Maurizio Preti – percussioni
- Vince Tempera – pianoforte
- Mauro Pagani – violino
- Loredana Bertè, Mia Martini – cori